# Lugosi Tibor
Lugosi Tibor (Budapest, 1950. november 4. –) nívódíjas klarinét- és tárogatós előadóművész, a Magyar Rádió és Televízió szólistája.
Konzervatóriumi tanulmányait Shilling József klarinétművésznél végezte. Népzenei tanulmányait a műfaj legkiválóbb klarinétosától, Burka Sándortól tanulta.
Mint hivatásos előadóművész 1968 óta a legrangosabb zenekarok és együttesek szólistájaként Budapest és a világ legnívósabb éttermeiben, mulatóiban játszik.
1970-től tagja volt a Honvéd Művészegyüttesének. 1971-től a Duna Művészegyüttes klarinét- és tárogatószólistája volt.
1984-től az Ibusz Gulyásparti együttesének klarinétosa, majd később a zenekar művészeti vezetője lett.
A Száztagú Cigányzenekar szólistája volt 1992-től 1994-ig.
Alapító tagja, titkára és szólistája volt a Magyar Nemzeti Cigányzenekarnak.
1989-ben az Országos Rendező Iroda nívódíjban részesítette.
A Magyar Rádió népzenei osztályának szólistája 1971 óta.
Számos hanglemez közreműködője és rendszeres szereplője a Magyar Televízió népzenei műsorainak is.
A Zeneműkiadó által 1979-ben megjelentetett KI KICSODA A MAGYAR ZENEÉLETBEN c. könyvben is olvasható a művész életrajza.